# 8e cérémonie des British Academy Film Awards
Pour la cérémonie des BAFTAs récompensant la télévision, voir la 2e cérémonie des British Academy Television Awards.
La 8e cérémonie des British Academy Film Awards, organisée par la British Academy of Film and Television Arts, s'est déroulée en 1955 et a récompensé les films sortis en 1954.

## Palmarès

### Meilleur film - toutes provenances
- Le Salaire de la peur
  - Ouragan sur le Caine (The Caine Mutiny)
  - Carrington V.C.
  - Les Hommes ne comprendront jamais (The Divided Heart)
  - Toubib or not Toubib (Doctor in the House)
  - La Tour des ambitieux (Executive Suite)
  - For Better, for Worse
  - Chaussure à son pied (Hobson's Choice)
  - Comment épouser un millionnaire (How to Marry a Millionaire)
  - La Porte de l'enfer (地獄門)
  - The Maggie
  - La Lune était bleue (The Moon Is Blue)
  - Sur les quais (On the Waterfront)
  - Pain, Amour et Fantaisie (Pane, amore e fantasia)
  - La Flamme pourpre (The Purple Plain)
  - Fenêtre sur cour (Rear Window)
  - Les Révoltés de la cellule 11 (Riot in Cell Block 11)
  - Les Aventures de Robinson Crusoé (Robinson Crusoe)
  - Roméo et Juliette (Romeo and Juliet)
  - Les Sept Femmes de Barbe-Rousse (Seven Brides for Seven Brothers)

### Meilleur film britannique
- Chaussure à son pied (Hobson's Choice)
  - Carrington V.C.
  - Les Hommes ne comprendront jamais (The Divided Heart)
  - Toubib or not Toubib (Doctor in the House)
  - For Better, for Worse
  - The Maggie
  - La Flamme pourpre (The Purple Plain)
  - Roméo et Juliette (Romeo and Juliet)

### Meilleur acteur
- Meilleur acteur britannique :
  - Kenneth More pour le rôle de Richard Grimsdyke dans Toubib or not Toubib (Doctor in the House)
    - David Niven pour le rôle du Major Charles 'Copper' Carrington dans Carrington V.C.
    - John Mills pour le rôle de Willie Mossop dans Chaussure à son pied (Hobson's Choice)
    - Robert Donat pour le rôle du révérend William Thorne dans Lease of Life
    - Maurice Denham pour le rôle de Blore dans La Flamme pourpre (The Purple Plain)
    - Donald Wolfit pour le rôle de Svengali dans Svengali

- Meilleur acteur étranger :
  - Marlon Brando pour le rôle de Terry Malloy dans Sur les quais (On the Waterfront)
    - José Ferrer pour le rôle du Lieutenant Barney Greenwald dans Ouragan sur le Caine (The Caine Mutiny)
    - Fredric March pour le rôle de Loren Phineas Shaw dans La Tour des ambitieux (Executive Suite)
    - James Stewart pour le rôle de Glenn Miller dans Romance inachevée (The Glenn Miller Story)
    - Neville Brand pour le rôle de James V. Dunn dans Les Révoltés de la cellule 11 (Riot in Cell Block 11)

### Meilleure actrice
- Meilleure actrice britannique :
  - Yvonne Mitchell pour le rôle de Sonja Slavko dans Les hommes ne comprendront jamais (The Divided Heart)
    - Brenda De Banzie pour le rôle de Maggie Hobson dans Chaussure à son pied (Hobson's Choice)
    - Audrey Hepburn pour le rôle de Sabrina Fairchild dans Sabrina (Sabrina Fair)
    - Margaret Leighton pour le rôle de Valerie Carrington dans Carrington V.C.
    - Noelle Middleton pour le rôle du Capitaine Alison L. Graham dans Carrington V.C.

- Meilleure actrice étrangère :
  - Cornell Borchers pour le rôle d'Inga Hartl dans Les hommes ne comprendront jamais (The Divided Heart)
    - Shirley Booth pour le rôle de Mrs. Vivien Leslie dans Romance sans lendemain (About Mrs. Leslie)
    - Grace Kelly pour le rôle de Margot Wendice dans Le crime était presque parfait (Dial M for Murder)
    - Gina Lollobrigida pour le rôle de "La Bersagliera" dans Pain, Amour et Fantaisie (Bread, Love and Dreams)
    - Judy Holliday pour le rôle de Nina Tracey dans Phffft!

### Meilleur scénario britannique
Nouvelle catégorie.
- Évasion (The Young Lovers) – George Tabori et Robin Estridge
  - Toubib or not Toubib (Doctor in the House) – Nicholas Phipps
  - Chaussure à son pied (Hobson's Choice) – David Lean, Norman Spencer et Wynyard Browne
  - Monsieur Ripois – Hugh Mills ; René Clément
  - Roméo et Juliette (Romeo and Juliet) – Renato Castellani
  - Les Hommes ne comprendront jamais (The Divided Heart) – Jack Whittingham
  - The Maggie – William Rose
  - La Flamme pourpre (The Purple Plain) – Eric Ambler

### Meilleur film d'animation
Nouvelle catégorie.
- Song of the Prairie (Arie prerie)
  - Power to Fly
  - Little Brave Heart
  - The Unicorn in the Garden

### Meilleur film documentaire
- The Great Adventure (Stora äventyret, Det)
  - Thursday's Children
  - 3-2-1-Zero
  - Back of Beyond
  - Lekko!

### Film Special Awards
- A Time Out of War – Denis Sanders •  États-Unis
  - Axel Petersen •  Suède
  - The Drawings of Leonardo Da Vinci
  - The Origin of Coal
  - Powered Flight: The Story of the Century – Stuart Legg •  Royaume-Uni
  - The Living Desert – James Algar •  États-Unis

### United Nations Awards
- Les hommes ne comprendront jamais (The Divided Heart)
  - A Time Out of War

### Meilleur nouveau venu dans un rôle principal
Récompense les jeunes acteurs dans un rôle principal.
- David Kossoff pour le rôle de Geza Szobek dans Évasion (The Young Lovers)
  - Eva Marie Saint pour le rôle de Edie Doyle dans Sur les quais (On the Waterfront)
  - Maggie McNamara pour le rôle de Patty O'Neill dans La Lune était bleue (The Moon Is Blue)

## Récompenses et nominations multiples

### Nominations multiples
Films
6 : Les Hommes ne comprendront jamais
5 : Carrington V.C., Chaussure à son pied
4 : Toubib or not Toubib, La Flamme pourpre
3 : Sur les quais, Roméo et Juliette, The Maggie
2 : Évasion, A Time Out of War, Les Révoltés de la cellule 11, Pain, Amour et Fantaisie, La Lune était bleue, La Tour des ambitieux, Ouragan sur le Caine, For Better, for Worse
Personnalités
Aucune

### Récompenses multiples
Légende : Nombre de récompenses/Nombre de nominations
Films
3 / 6 : Les Hommes ne comprendront jamais
2 / 2 : Évasion
Personnalités
Aucune

### Les grands perdants
0 / 5 : Carrington V.C.
0 / 4 : La Flamme pourpre